# Hololena oquirrhensis
Hololena oquirrhensis är en spindelart som först beskrevs av Chamberlin och Willis J. Gertsch 1930.  Hololena oquirrhensis ingår i släktet Hololena och familjen trattspindlar. Inga underarter finns listade i Catalogue of Life.